# Моровые
Моровые (лат. Moridae) — семейство лучепёрых рыб из отряда трескообразных (Gadiformes).

## Описание

### Внешний вид
Длина тела моровых — от 20 до 75 см. На подбородке усик есть или отсутствует. Они очень похожи на тресковых (Gadidae) внешним видом и особенностями строения. Один или два, редко три спинных плавника и один или два анальных плавника. Задний спинной плавник намного длиннее переднего и в нём куда больше лучей. Брюшные плавники растут немного впереди оснований грудных плавников и в них по 5—7 лучей (кроме родов Laemonema и Podonema).
У некоторых моровых есть бактериальные светящиеся органы, похожие на аналогичные органы некоторых долгохвостов. Светящийся орган моровых расположен на животе перед анальным отверстием и выглядит как небольшое чёрное пятно. Он есть лишь у самых мелководных видов. Это северояпонская лотелла (Lotella phycis), живущая у берегов, и физикулус (Physiculus japonicus), населяющий глубины 50—100 м в прибрежных водах.

### Анатомия
Главное отличие моровых от тресковых — два больших рожкообразных выроста, находящихся в передней части хорошо развитого плавательного пузыря. Эти выросты соединяются со слуховыми капсулами в черепе. Такое строение плавательного пузыря, а также наличие барабанных мышц говорят, что моровые могут издавать звуки.
Расположение обонятельных долей у моровых различно: они могут находиться у переднего мозга, либо на некотором удалении от него или даже возле обонятельных капсул. У моровых крупные отолиты узнаваемой формы.

### Питание
Мало что известно о рационе моровых, потому что при подъёме с глубины их желудки опустошаются по причине резкого увеличения давления газов плавательного пузыря на внутренности.

### Размножение
Процесс размножения моровых изучен плохо. Икринки этих рыб мелкие, с жировой каплей. Мальки и личинки обитают в толще воды, у них часто встречаются удлиненные брюшные плавники.

### Палеонтологическая история
Ископаемые представители семейства найдены в олигоценовых и миоценовых отложений на Кавказе и в Калифорнии.

### Распространение и места обитания
Глубоководные обитатели. Моровые населяют в основном верхнюю батиаль (200—600 м), хотя есть виды, спускающиеся на глубину 1000—3000 м, а отдельные виды поднимаются на глубины меньше 200 м. Живут на дне. Некоторые виды обитают в толще воды (например, средиземноморские Eretmophorus kleinenbergi и Rhynchogadus hepaticus).
Представители семейства плохо изучены, потому что редко встречаются в рыболовецких тралах. Некоторые виды известны науке по единственному экземпляру. Моровые довольно равномерно распространены вдоль берегов Мирового океана. Их нет в Северном Ледовитом океане и вокруг Антарктиды. Моровые южного полушария — не менее четырёх монотипических родов — эндемиков, обитающих в Патагонско-Фолклендском регионе (Salilota australis), у Западной и Южной Австралии (Euclichthys polynemus, Austrophycis megalops), у Южной Африки, Суматры и Австралии (Tripterophycis gilchristi).
Монотипические роды — эндемики северного полушария: гаделла (Gadella maraldi), бросмикулус (Brosmiculus imberbis) и ринхогадус (Rhynchogadus hepaticus), живущих в восточной части Атлантического океана и Средиземном море.
Сильно разорван ареал родов мора (Mora) и халаргиреус (Halargyreus), в каждом из которых по 2 вида. Средиземноморская мора (Mora mediterranea) живёт в Средиземном море и в прилежащей части Атлантического океана (глубина до 1300 м), а австралийская мора (Mora dannevigi) известна из Большого Австралийского залива (глубина — 650—1100 м).
У рода халаргиреус ситуация аналогична — один вид встречается в Средиземном море, другой у Новой Зеландии.
Шире всех распространены роды физикулус (Physiculus), лемонема (Laemonema) и лепидион (Lepidion). В каждом из них не меньше 10 видов. Они обитают в Тихом, Индийском и Атлантическом океанах, но ареалы отдельных видов довольно малы.
В России два вида моровых: антимора (Antimora rostrata) и подонема (Laemonema longipes).

## Моровые и человек
Некоторые виды являются промысловыми (например, подонема).

## Классификация
В составе семейства выделяют 18 родов, объединяющих 108 видов:
- Antimora Günther, 1878 — Антиморы
- Auchenoceros Günther, 1889 — Ауру
- Eeyorius Paulin, 1986
- Eretmophorus Giglioli, 1889 — Эретмофоры
- Gadella Lowe, 1843 — Гаделлы
- Guttigadus Taki, 1953
- Halargyreus Günther, 1862 — Халаргиреусы
- Laemonema Günther, 1862 — Лемонемы
- Lepidion Swainson, 1838 — Лепидионы
- Lotella Kaup, 1858 — Лотеллы
- Mora Risso, 1827 — Моры
- Notophycis Sazonov, 2001
- Physiculus Kaup, 1858 — Физикулюсы
- Pseudophycis Günther, 1862
- Rhynchogadus Tortonese, 1948 — Носатые трески
- Salilota Günther, 1887 — Салилоты
- Strinsia Rafinesque, 1810
- Svetovidovia Cohen, 1973 — Световидовии
- Tripterophycis Boulenger, 1902 — Трёхпёрые налимы